# Orgullo (película)
Orgullo es una película dramática española de 1955 dirigida por Manuel Mur Oti y protagonizada por los actores brasileños Marisa Prado y Alberto Ruschel.

## Argumento
Dos familias, los Mendoza y los Alzaga, están enfrentadas desde hace años por el agua de un río que separa las tierras de ambas familias. La joven Laura Mendoza, heredera de la familia Mendoza, vuelve a la casa familiar después de haber estudiado durante diez años en París. Al poco tiempo, mientras se pasea a caballo por la orilla del río que marca el límite con las tierras vecinas, se encuentra con Enrique Alzaga, el hijo heredero de las tierras de la familia rival. Desde ese momento los dos jóvenes se enamoran profundamente el uno del otro. Con el tiempo ambas familias acuerdan una tregua e incluso aceptan la boda de Laura y Enrique, pero cuando están a punto de casarse una sequía despierta los viejos odios y provoca de nuevo el enfrentamiento entre las dos familias.

## Reparto
- Marisa Prado como Laura
- Alberto Ruschel como Enrique Alzaga, hijo
- Enrique Diosdado como Don Enrique
- Cándida Losada como la madre
- Xan das Bolas como Gabriel
- Eduardo Calvo como Fidel

## Localizaciones
Los paisajes de este peculiar western español están rodados en los Picos de Europa y en la localidad de Riaño (León).

## Premios y distinciones
Medallas del Círculo de Escritores Cinematográficos
| Año  | Categoría               | Galardonado           | Resultado |
| ---- | ----------------------- | --------------------- | --------- |
| 1955 | Mejor música            | Salvador Ruiz de Luna | Ganador   |
| 1955 | Mejor actriz extranjera | Marisa Prado          | Ganadora  |